# Eparchia di Tomsk

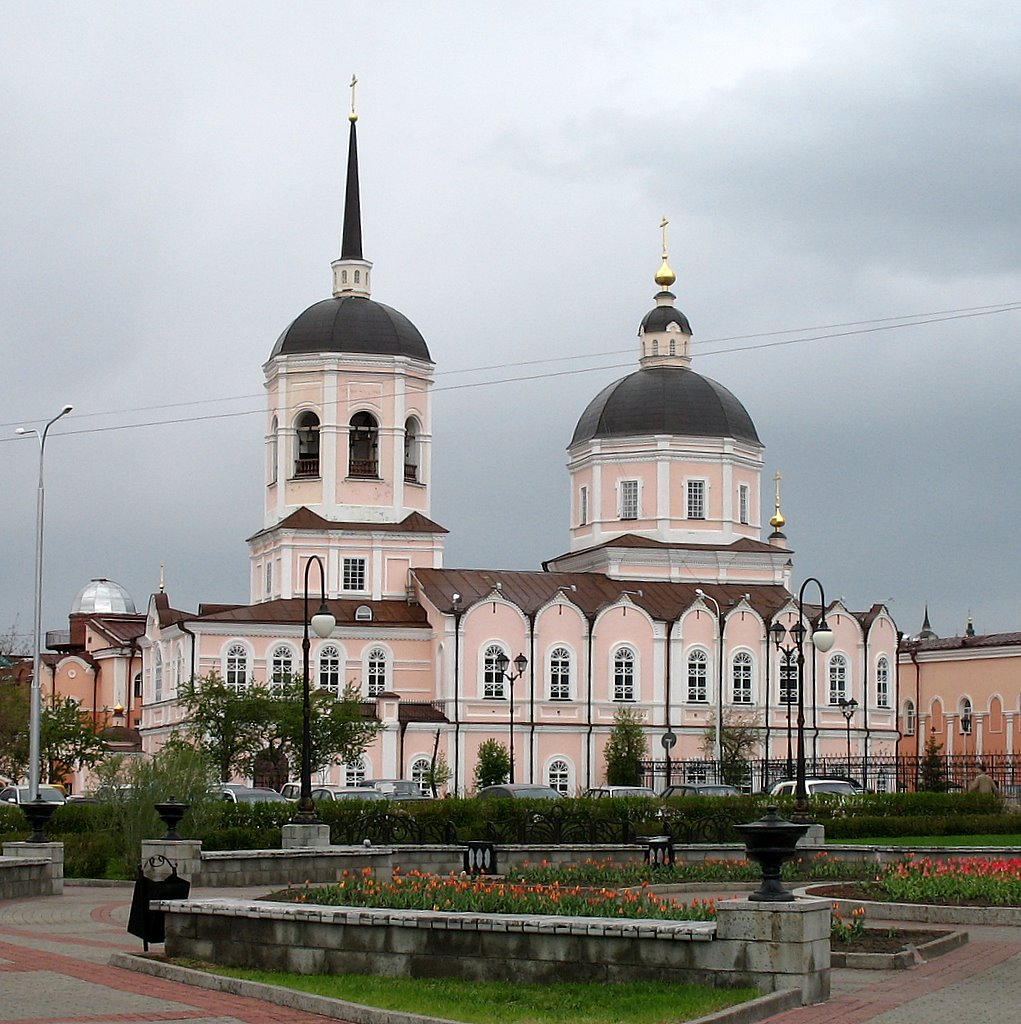
La cattedrale dell'Epifania a Tomsk.

L'eparchia di Tomsk (in russo Томская епархия?) è una diocesi della Chiesa ortodossa russa, appartenente alla metropolia di Tomsk.

## Territorio
L'eparchia comprende le città di Tomsk e Seversk, e i Rajon Tomskij, Koževnikovskij, Šegarskij, Asinovskij, Pervomajskij, Zyrjanskij e Tegul'detskij nell'oblast' di Tomsk nel circondario federale della Siberia.
Sede eparchiale è la città di Tomsk, dove si trova la cattedrale dell'Epifania.
L'eparca ha il titolo ufficiale di «metropolita di Tomsk e di Asino».

## Storia
L'eparchia è stata eretta nel 1834 ricavandone il territorio dall'eparchia di Tobol'sk. Nel 1861 ha cduto una porzione di territorio per l'erezione dell'eparchia di Krasnojarsk. Durante il regime sovietico tutte le sue chiese furono chiuse e l'eparchia fu di fatto soppressa. Dopo la seconda guerra mondiale, il suo territorio era parte dell'eparchia di Novosibirsk.
Per decisione del Santo Sinodo della Chiesa ortodossa russa, l'eparchia è stata restaurata nel mese di febbraio 1997. Il 12 marzo 2013 ha ceduto una porzione del suo territorio a vantaggio dell'erezione dell'eparchia di Kolpaševo e contestualmente è entrata a far parte della metropolia di Tomsk.